# Oestropsyche vitrina
Oestropsyche vitrina is een schietmot uit de familie Hydropsychidae. De soort komt voor in het Oriëntaals en Australaziatisch gebied.